# 腦幹
腦幹是连接大脑和脊髓的大脑后柄状部分；人类脑干由中脑、脑桥和延髓三部分组成，亦即除了大脑，小脑，间脑以外的区域。腦幹上接間腦、下接脊髓。
腦幹的解剖位置約在于大脑下方，小脑前方；內部有界限清楚、功能明确的神经细胞核团、神经纤维束、以及网状结构（散在分布的神经元群和纵横交错的神经纤维共同构成的神经结构）。腦幹的功能為負責调节复杂的反射活动，包括调节呼吸作用、心跳、血压、眨眼、瞳孔縮放、消化等生理機能，对维持生命有重要意义。
十二对脑神经之中除了嗅神经和视神经外，脑干含有动眼神经、滑车神经、三叉神经、外展神经、顏面神经、前庭耳蝸神經、舌咽神经、迷走神经、副神经及舌下神经这十对处理脑神经讯息的神经核。而植物人與腦死的差別在於：植物人是因為大腦功能嚴重受損，導致感覺及運動能力喪失，身體處於無意識狀態。腦死病人則是生命中樞（腦幹）的功能喪失，因此病人的瞳孔會放大。病人被醫生宣布腦死之後，即使依賴人工呼吸系統，身體其他器官功能最多也只能維持24小時而已。

## 结构与功能
1. 中腦（midbrain）：位於腦幹最上方。第3、第4對腦神經之起源，負責聽覺、視覺的反射中樞。
2. 橋腦（pons）：位於中腦和延髓中間。第5~8對腦神經之神經核居住於內，內含呼吸調節區，長吸區。
3. 延腦（medulla）：又稱延髓，連結橋腦和脊髓。第9~12對腦神經之起源，內含心臟中樞、血管運動中樞、呼吸節律中樞，打噴嚏、咳嗽、打嗝、嘔吐、吸吮及吞嚥之控制中樞亦位於此，因此有「生命中樞」之稱

網狀致活系統（RAS），亦分布在腦幹之中，散佈於視丘及延髓，負責調節睡眠和清醒間的過渡期、控制意識，使精神集中。